# Coptocycla
Coptocycla là một chi bọ cánh cứng trong họ Chrysomelidae.
Chi này được Chevrolat miêu tả khoa học năm 1837.

## Các loài
Các loài trong chi này gồm:
- Coptocycla adamantina (Germar, 1824)
- Coptocycla arcuata (Swederus, 1787)
- Coptocycla contemta (Boheman, 1855)
- Coptocycla robusta (Spaeth, 1936)
- Coptocycla undecim-punctata (Fabricius, 1781)